# GG Allin

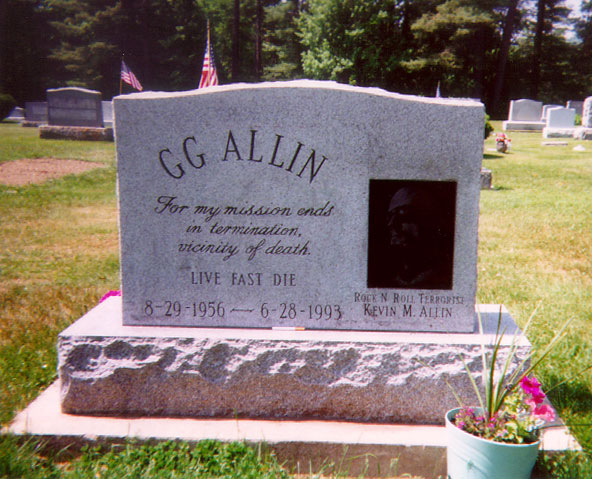
Grób GG Allina; Saint Rose Cemetery, Littleton

GG Allin (ur. 29 sierpnia 1956 w Lancaster, zm. 28 czerwca 1993 w Nowym Jorku, właśc. Kevin Michael Allin, pierwotnie Jesus Christ Allin, często nazywany po prostu GG) – amerykański muzyk punkrockowy znany przez swoje kontrowersyjne zachowanie na koncertach. W tekstach swoich utworów poruszał tematykę anarchii, mizoginii, rasizmu, pedofilii, apatii społeczeństwa, homofobii, a także wielu parafilii. Przez swoje zachowanie był często obiektem krytyki, miał jednak wiernych fanów.

## Życiorys

### Młodość
Kevin Allin pochodził z konserwatywnej rodziny. Przed jego urodzeniem w trakcie snu jego ojciec miał wizję, w której widział Jezusa Chrystusa. Chrystus w wizji wyznał, że przyszłe dziecko będzie doskonałą, silną i naznaczoną przez Boga istotą. Gdy chłopiec się narodził, jego ojciec nadał mu imiona Jesus Christ. Starszy brat chłopca – Merle – jako dziecko nie potrafił poprawnie wymówić jego pierwszego imienia stając się twórcą ksywki „GG”.
Po rozwodzie rodziców, spowodowanym tyranią ojca, matka chłopca zmieniła imiona GG’ego na Kevin Michael. Początkowo chłopiec miał duże trudności z dostosowaniem się do norm w szkole, przez co wielu jego rówieśników go zaczepiało. Za złe zachowanie Kevin został wydalony ze szkoły i przeniesiony do placówki dla trudnej młodzieży. Później do jednego z klasowych zdjęć przebrał się za dziewczynkę, co nie spodobało się nauczycielom. Jako nastolatek regularnie kradł, włamywał się do domów i samochodów, sprzedawał narkotyki.

### GG Allin w The Jabbers
Pierwszym znaczącym zespołem GG’ego był The Jabbers, który muzycznie w dużym stopniu nawiązywał do dokonań Iggy’ego Popa, The Clash i Sex Pistols. Jednak GG pod względem swojego zachowania na scenie nawiązywał do Alice Coopera. W tym czasie ożenił się z Sandrą Farrow (6 października 1980 roku) i doczekał się córki. Po urodzeniu się jego córki, GG wziął rozwód w 1986 roku i zaczął spotykać się z nastoletnią dziewczyną.
Współpraca z The Jabbers trwała krótko. Grupa rozpadła się w wyniku konfliktu Allina z resztą muzyków w 1984 roku. W międzyczasie GG angażował się w kolejne muzyczne projekty: The Texas Nazis, The Cedar Street Sluts i The Scumfucs.

### The Scumfucs i The Murder Junkies
Razem z zespołem The Scumfucs GG Allin wydał kilka albumów, z których największe przeboje przyniósł Eat my fuc z 1987 roku. Po trafieniu do zespołu, GG uzależnił się od alkoholu i wszelkiego rodzaju środków psychoaktywnych. Wśród fanów krążyła anegdota, że połykał on każdą tabletkę nie pytając, co bierze. Z czasem uzależnił się także od heroiny. W 1989 roku GG trafił do więzienia za gwałt i okaleczenie kobiety, wychodząc z niego w marcu 1991 roku.

### Ostatni występ i śmierć
Ostatni koncert Allina przypadł wraz z grupą The Murder Junkies 27 czerwca 1993 roku w nowojorskim klubie The Gas Station. Podczas koncertu w trakcie wykonywania drugiego utworu nastąpiła awaria, w której wysiadł prąd. Zezłoszczony, nagi i okaleczony GG rozpoczął demolowanie klubu i odszedł wraz z fanami, maszerując ulicami Manhattanu, robiąc zamieszanie na ulicy. Po kilku godzinach Allin trafił na domową imprezę, podczas której przedawkował heroinę i zmarł następnego dnia. Podczas zabawy nikt nie przejmował się jego losem. Co jakiś czas ktoś robił zdjęcie z jego zwłokami i dopiero rankiem imprezowicze zorientowali się, że muzyk już nie żył.
GG Allin został pochowany w New Hampshire. Zgodnie z jego wcześniejszym życzeniem ani nie umyto, ani odpowiednio nie przygotowano jego zwłok. Ubrano go w jego ulubioną skórzaną kurtkę. Nad bladymi i brudnymi zwłokami, jeden z fanów położył butelkę whiskey. Przyjaciele GG’ego wpychali mu do ust różne narkotyki i wlewali alkohol. Na koniec nałożono mu na uszy słuchawki, które podłączono do walkmana odtwarzającego album The Suicide Sessions.

## Wizerunek
Aby wzmocnić swój wizerunek, GG przestał się myć oraz na scenie niszczył swoje ubrania, koncertując nago. Podczas koncertów GG, w celu samookaleczenia się, bił się z całej siły mikrofonem po głowie, aż do krwi. W ten sposób pozbył się kilku przednich zębów. Niejednokrotnie próbował włożyć sobie mikrofon do odbytu. Innym stałym elementem jego koncertów było wypróżnianie się, a następnie obsmarowywanie się fekaliami i obrzucanie nimi publiczności bądź ich zjadanie. Aby ułatwić ten efekt, muzyk przed występami zażywał ogromną liczbę środków przeczyszczających. Koncerty trwały zazwyczaj po kilkanaście minut. Przez ten czas GG wykrwawiał się, wysmarowywał fekaliami, oddawał mocz na scenę, obrażał widownię, bił się, gwałcił kobiety, demolował miejsca koncertów i łamał prawo. Najczęściej interweniowali właściciele lokali, w których trwały występy. Koncerty zawsze przerywała policja, która rozpraszała widownię i zabierała muzyka do więzienia lub na oddział intensywnej terapii.
Jednym z hobby GG’ego było śledzenie biografii słynnych morderców. Udało mu się spotkać z Johnem Gacym, który oczekiwał na egzekucję za zabójstwo 33 chłopców. Gacy stwierdził, że Allin jest dobrym, aczkolwiek wyjątkowo śmierdzącym człowiekiem.
Innym nietypowym zachowaniem GG’ego były próby samobójcze. Kilkakrotnie przesuwał termin samobójstwa na scenie, ponieważ za każdym razem podczas występów interweniowała policja. GG niejednokrotnie podkreślał, że w ten sposób chce zwieńczyć swoją twórczość artystyczną.

### „Mesjasz rock and rolla”
Nasilające się nietypowe zachowanie oraz łamanie prawa sprawiło, że GG ogłosił siebie mesjaszem rock and rolla. Swoje poglądy opublikował w formie manifestu – przesłania wygłaszał w formie monologów, które przemycał pomiędzy kolejnymi utworami podczas koncertów, a także na swoich albumach. GG uważał, że rock and roll zrodził się z buntu wobec wszelkich zasad, ale został zniszczony przez korporacje. Głosił, że zamierza przywrócić pierwotny charakter rock and rolla.

## Życie prywatne i przekonania
Rodzicami muzyka byli Arletha Gunter i Merle Allin senior. Miał starszego brata Merle’a Allina juniora, który występował wspólnie z nim jako basista m.in. w grupie The Murder Junkies, z którą gra do dziś. Merle jest również autorem pseudonimu brata, gdyż będąc małym niepoprawnie wymawiał jego pierwsze imię jako dżi-dżi. Allin był żonaty w latach 1980–1986 z Sandrą Farrow, jednak ich związek zakończyła znajomość muzyka z teksańską nastolatką Tracy Denault, która w 1986 urodziła ich córkę Nico. Jego ostatnią dziewczyną była jego nastoletnia fanka Elizabeth Mankovski, która wystąpiła z nim w programach Jerry’ego Springera i Jane Whitney.
GG uważał siebie za indywidualistę i skrajnego nonkonformistę odrzucającego wszelkie autorytety. W tekstach utworów wielokrotnie ukazywał swój negatywny stosunek do władzy, prawa, a zwłaszcza policji, do walki z którą często nakłaniały jego piosenki. Swe charakterystyczne brutalne i odrażające zachowanie na scenie uzasadniał tym, że uważając siebie za Mesjasza Rocka, uznał swoje ciało za świątynię wspólną dla wszystkich, z której wszyscy mieli czerpać garściami, a także tym, że chce w ten sposób pokazać miłość społeczeństwa do przemocy. GG wyznał, że gdyby nie był muzykiem, to najprawdopodobniej zostałby seryjnym zabójcą. Prawdopodobnie wierzył w życie pośmiertne i wielokrotnie próbował popełnić samobójstwo twierdząc, że „jego dusza jest zbyt duża, by być uwięzioną w ludzkim ciele”.

## GG Allin w kulturze
Utwory GG Allina coverowały między innymi grupy The 69 Eyes, Faith No More, Dum Dum Girls oraz Watain. Portret GG’ego namalowany przez Gacy’ego stał się okładką ścieżki dźwiękowej do dokumentu Hated: GG Allin And The Murder Junkies, który opowiada o życiu muzyka.

## Dyskografia[9][10]
- Always Was, Is and Always Shall Be (1980)
- You Hate Me + I Hate You (Public Animal No.1) (1981)
- Live Fast Die Fast (1984)
- Aloha from Dallas (1985)
- E.M.F. (1986)
- Dirty Love Songs (1986)
- Eat my fuc (1987)
- Hated in Nation (1987)
- A Taste of GG Allin (1987)
- Freaks, Faggots, Drunks & Junkies (1988)
- GG Allin and Texas Nazis, the – Boozing and Pranks (1988)
- GG Allin's Doctrine Of Mayhem (1990)
- Live...Carolina in My Ass (1990)
- Legalize Murder (1990)
- Murder Junkies (1991)
- Suicide Sessions (1991)
- Bleedin, Stinkin' & Drinkin' (1991)
- GG Allin & the Murder Junkies (1991)
- Watch Me Kill (1991)
- You Give Love a Bad Name (1992)
- I Am the Highest Power (1992)
- Brutality and Bloodshed for All (1993)
- Anti-Social Personality Disorder (1993)
- The Troubled Troubadour of Tomorrow (1993)
- GG Allin – PP7 Gaftzeb (1993)

Wydane pośmiertnie:
- Kill Them All (1994)
- Freaks, Faggots, Drunks & Junkies – reedycja
- Carnival of Excess (1995)
- The Masturbation Session (1995)
- Layin' Up with Linda (1995)
- Hated (1995)
- The Troubled Troubadour Plus Bonnus Tracks (1996)
- Insult & Injury Volume 3 (1997)
- Banned In Boston Part 1 (1998)
- Rock N' Roll Terrorist (1999)
- I Was A Murder Junkie, The Last Days Of GG Allin (1999)
- Res-Erected (1999)
- Expose Yourself: The Singles Collection 1977-1991 (2004)